# زوالا (تگزاس)
زوالا، تگزاس(به انگلیسی: Zavalla, Texas) شهری در ایالت تگزاس از ایالات جنوبی ایالات متحده آمریکا است. در سرشماری سال ۲۰۰۰، جمعیت این شهر ۶۴۷ نفر اعلام شد.